# Lasioglossum plebeium
Lasioglossum plebeium är en biart som först beskrevs av Cockerell 1914.  Lasioglossum plebeium ingår i släktet smalbin, och familjen vägbin. Inga underarter finns listade i Catalogue of Life.

## Bildgalleri

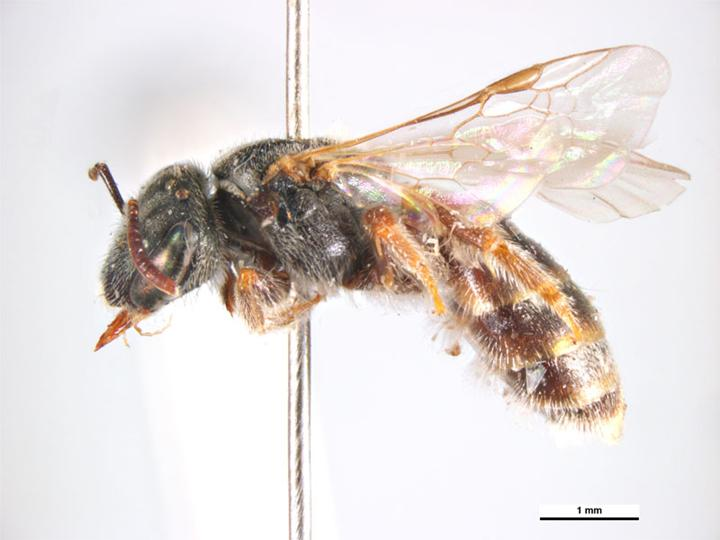
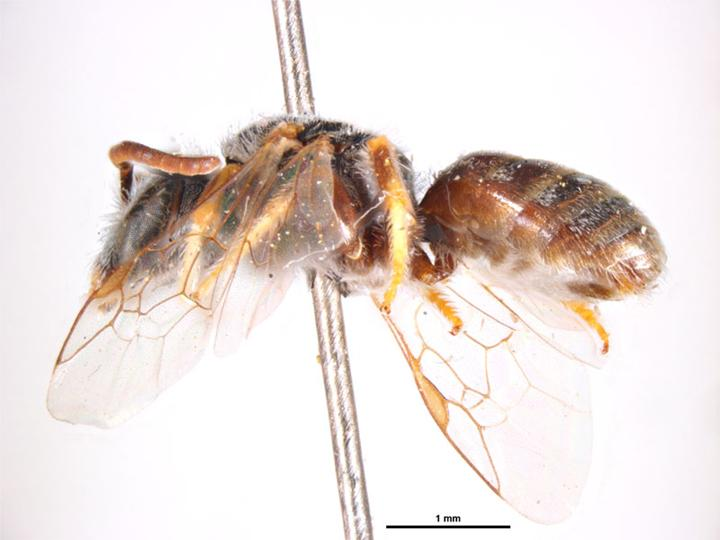